# Próculo Geganio Macerino
Próculo Geganio Macerino (en latín Proculus Geganius Macerinus), probablemente hermano de Marco Geganio Macerino; fue cónsul en 440 a. C., con Lucio Menenio Lanato.. (Liv. iv. 12; Diod. Xii. 36.).